# هجران‌دوست (کلیبر)
هجران‌دوست یکی از روستاهای استان آذربایجان شرقی است که در دهستان میشه‌پاره بخش مرکزی شهرستان کلیبر واقع شده‌است.
زیر مدخل هجراندوست توضیحات کافی در خصوص این نوشتار موجود است.